# گائتانو واستولا
گائتانو واستولا (انگلیسی: Gaetano Vastola؛ زادهٔ ۱۰ مهٔ ۱۹۷۸) بازیکن فوتبال اهل ایتالیا است.
از باشگاه‌هایی که در آن بازی کرده‌است می‌توان به باشگاه فوتبال سالرنیتانا، باشگاه فوتبال ویرتوس لانچانو، باشگاه فوتبال آسکولی، و باشگاه فوتبال آولینو اشاره کرد.